# Ana Gale
Ana Gale (psevd. Masuda), slovenska pesnica, pisateljica in učiteljica, * 27. april 1909, Šentjurij pri Grosupljem, † 8. januar 1944, Zalog pri Škofljici.

## Življenje
Bila je peti otrok očeta Franca in mame Frančiške. Otroštvo je preživljala z brati in sestrami v Grosupljem. Do leta 1921 je stanovala pri stricu in teti v Ljubljani. Obiskovala je zasebno dekliško osemrazrednico, realno gimnazijo in Glasbeno matico. V Kočevju je obiskovala 2. in 3. razred dekliške meščanske šole, med šolanjem pa bivala v samostanskem internatu. Od leta 1924 do 1928 se je vsak dan iz Grosupljega vozila na ljubljansko učiteljišče, šolskih knjig ni imela. 
Po maturi spomladi 1928 se je zaposlila kot učiteljica, čeprav jo je zanimal tudi študij. Najprej je prostovoljno poučevala v OŠ Grosuplje (1928—29). Do leta 1936 je učila na šoli v Št. Juriju, tri leta v Leskovcu pri Krškem in na oddelku za prizadete otroke v Sevnici, kamor je bila premeščena leta 1939. Postala je priznana pedagoginja – v reviji Slovenski učitelj je bil njen nastop 8. februarja označen za mojstrskega. Leta 1973 je tam nastala samostojna šola s prilagojenim programom za izobraževanje otrok s posebnimi potrebami, ki se po njej imenuje (Osnovna šola Ane Gale).
Zaradi načina življenja se je poroki odpovedala. Med 2. svetovno vojno se je morala preseliti nazaj v Grosuplje, postala je izgnanka "praznih rok".  Kmalu se je zaposlila v tekstilni tovarni, ki je bila takrat, po mnenju Radka Poliča, najpomembnejši kadrovski in organizacijski temelj osvobodilnega gibanja, in od leta 1943 delala kot terenka v OF ter aktivistka AFŽ. Po razpadu fašistične Italije so domobranci Ano večkrat zasliševali in jo leta 1943 celo zaprli. 4. januarja 1944 so jo aretirali in jo štiri dni kasneje ubili v bližnjem gozdu ter jo pustili nepokopano. 15. junija 1944 so domači njeno truplo v Grosupljem dostojno pokopali.

## Literarno delo
Prva dela je pisala kot dijakinja za rokopisni časopis Deteljica, ki ga je urejala. Urejala je tudi dijaški časopis Mlada Zora. Njena najstarejša ohranjena pesem je Janko in sončni žarek. Od leta 1931 naprej je objavljala poezijo in kratko prozo v Ženskem svetu  in Vigredi, ženskem listu, ki mu je ostala zvesta do leta 1941. V Vigredi je izdala 60 pesmi in 20 proznih del ter risbe oz. karikature. 

### Tematika
Pisala je pesmi z ljubezensko, bivanjsko, vojno, socialno in domovinsko tematiko. V okviru ljubezenske tematike sta pogosta motiv nezvestobe (Velika stvar) in zvestobe (Kramljanje). Motiv poistovetenja narave in človeka v pesmi Bolečina je glavni bivanjski motiv. Pisala je o letnih časih (Jesenska), deklištvu in mladostništvu (Sem le deklica), učiteljici (Pesem učiteljice) in tovarni (Drugačen, Tklaka sanja). Pogosti so vojni motivi talcev (Ne kliči ga) in kralja Matjaža kot velikega osvoboditelja slovenske zemlje, ki ga je povezala s partizanskim gibanjem (Vodnik). Pogost je tudi motiv brezposelnosti in revščine (Bajtarska), izdaje (Za Iškarjota) ter slavljenja domovine (Dekletu v tujino, Ne mine).